# Corbin Bleu Reivers
Corbin Bleu Reivers (Brooklyn, Nova York, 21 de febrer del 1989) és un actor, model, cantant i ballarí estatunidenc. És fill de l'actor David Reivers. La seva parella es diu Nicky i té tres germanes petites.
Bleu és més conegut pel seu rol en High School Musical interpretant Chad i per Flight 29 Down interpretant Nathan. Ha protagonitzat una pel·lícula de Disney anomenada Jump In! i l'1 de maig va estrenar el seu disc en solitari, Another Side.

## Biografia
Corbin Bleu va seguir els passos del seu pare i va començar a aparèixer en anuncis de televisió amb dos anys. En aquell moment ell també va descobrir el seu amor pel ball i ell va començar a prendre classes del jazz i del ballet clàssic, generalment sent l'únic noi en la classe. Amb quatre anys ell era model de Ford, en l'agència de Nova York. Amb sis anys Corbin va aparèixer en la seva primera producció professional del teatre de Broadway interpretant a un nen mut sense llar en l'obra "Tiny Tim is Dead".
Corbin i la seva família es van traslladar a Los Angeles i ell va aconseguir un paper en la sèrie "High Incident" el 1996. Corbin va continuar amb papers petits en pel·lícules com Soldier, Mystery Men, ER... També va continuar ballant, sent un dels primers estudiants en la prestigiosa acadèmia Debbie Allen Ball Academy. Corbin llavors va anar a escola secundària per a aprendre l'art del teatre, aquesta vegada seguia els passos de la seva mare que va ser famosa a Nova York en l'escola High School of Performing Arts.
En el seu any d'estudiant Corbin va ser triat per al seu primer paper important en la pel·lícula Catch That Kid (traduïda: Caçar a aquest xaval) en l'any 2004. En el seu segon any d'estudiant va actuar com Ren en el musical Footloose i com Sonny en el musical Grease. El mateix any va ser honrat com el millor estudiant de teatre de l'any. En l'estiu de 2004 Corbin va aparèixer en la serie Flight 29 Down, sèrie gravada en Hawaii. Durant l'estiu de 2005 Corbin va fer el càsting i va ser seleccionat per a Chad en la pel·lícula original de Disney Channel High School Musical dirigida per Kenny Ortega.

## Vida personal
Corbin Bleu viu a Los Angeles amb la seva mare, el seu pare i tres germanes. L'1 de maig va estrenar el seu primer àlbum anomenat Another Side. Se'n va anar de gira aquest mateix dia per Nova York i el 15 de maig va fer un tour amb el cast de High School Musical per llatinoamèrica.
Les seves pel·lícules favorites són Chicago i Rocky Horror Picture Show. Les seves actrius favorites són Jennifer Garner i Angelina Jolie. És fill de l'actor David Reivers i se'l relaciona sentimentalment amb la cantant punk Nicky. El seu llibre favorit és El gran Gatsby i ha protagonitzat quatre pel·lícules originals de Disney Channel: High School Musical, Jump In!, High School Musical 2 i High School Musical 3. Corbin és de religió cristiana practicant.

## Filmografia

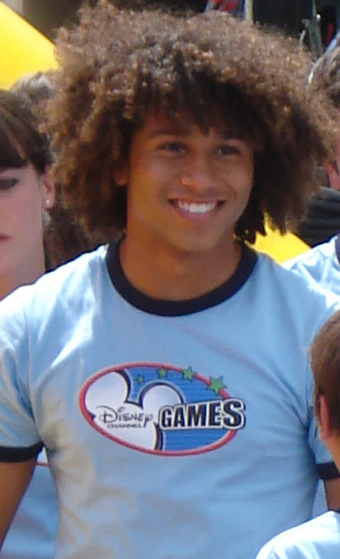
Corbin Bleu a Orlando en 2007.

- High School Musical 2 (2007): Chad Danforth
- Flight 29 Down: The Movie (2007): Nathan
- Jump In! (2007): Izzy Daniels
- Ned's Declassified School Survival Guide: Spencer (un episodi, 2006)
- Flight 29 Down: Nathan (20 episodis, 2005-2006)
- Hannah Montana: Johnny Collins (un episodi, 2006)
- High School Musical (2006): Chad Danforth
- High School Musical Dance-Along (2006): Chad
- Catch That Kid (2004): Austin
- Galaxy Quest (1999) ....Joven Tommy
- Mystery Men (1999): Butch
- Family Tree (1999): Ricky
- Beach Movie (1998): Kid
- Malcolm & Eddie: Matthew (un episodi, 1998)
- Soldier (1998/I): Johnny

## Premis
| Resultat  | Categoria                                                                    |
| --------- | ---------------------------------------------------------------------------- |
| nominat   | actuació excepcional en un programa/sèrie infantil (per High School Musical) |
| nominat   | millor actuació en una pel·lícula, sèrie o programa de televisió             |
| guanyador | millor cabell (en New Year's Sing Along Bowl Athlon)                         |
| guanyador | estudiant de l'any (a Los Angeles High School for the Arts)                  |
| guanyador | millor cantant masculí (a Poptastic Awards 2007)                             |

## Discografia

### Àlbums
| Portada | Informació |
| ------- | --- |
|         | Another Side - Estrenat: 1 de maig, 2007 (EUA) - Discogràfica: Hollywood Records - Posicions: #36 US Billboard 200 - Vendes als EUA: 49,885 - Certification RIAA: - - Singles: - 2006: "Push It To The Limit" - 2007: "Deal With It" |

| Portada | Informació |
| ------- | --- |
|         | Speed of Light - Estrenat: 10 de març, 2009 (EUA) - Discogràfica: Hollywood Records - Posicions: - Vendes als EUA: - Certification RIAA: - - Singles: - 2009: "Moments That Matter" - 2009: "Celebrate You" |

### Soundtracks
| Portada | Informació |
| ------- | --- |
|         | Jump In! - Estrenat: 9 de gener, 2007 (EUA) - Discogràfica: Walt Disney Records - Posició: #3 (EUA) - Vendes als EUA: 263.943 - Certificació RIAA: Gold (or) - Singles: - 2006: "Push It To The Limit" (29 de novembre) cantat per Corbin Bleu - 2006: "It's My Turn Now" (1 de desembre) cantat per Keke Palmer - 2006: "Jump" (8 de desembre) cantat per T-Gangers - 2006: "Jump To The Rythm" (16 de desembre) Cantat per T-Pain |
|         | High School Musical Soundtrack - Estrenat: 10 de gener 2006 (EUA) - Discogràfica: Walt Disney Records - Posicions al Billboard: #1 (EUA - 2 setmanes) - Vendes als EUA: 3.828.256 - Certificació RIAA: 4x Platinum - Singles featuring Corbin Bleu: - 2006: "Get'cha Head in the Game" - 2006: "Stick to the Status Quo" - 2006: "We're All in This Together"                                                                       |
|         | High School Musical 2 Soundtrack - Estrenat: 17 d'agost 2007 (EUA) - Discogràfica: Walt Disney Records - Posicions al Billboard: - - Vendes als EUA: - - Certificació RIAA: - - Singles featuring Corbin Bleu: - 2007: "I Don't Dance" - 2007: "Everyday" - 2007: "What Time Is It?" - 2007: "All For One" - 2007: "Work This Out"                                                                                                  |

### Singles
| Any  | Single                 | Àlbum                       | Billboard | US Digital | iTunes |
| ---- | ---------------------- | --------------------------- | --------- | ---------- | ------ |
| 2007 | "Push It To The Limit" | "Jump In!" i "Another Side" | 14        | 5          | 1      |
| 2007 | "Deal With It"         | Another Side                |           |            | 90     |

### Altres Cançons
- "Two Worlds" -Disneymania 5
- "Circles"-Flight 29 Down
- "Knock Out My Door"-amb Nicky per l'àlbum My Style, d'aquesta.